# Compagnia dei Fedeli

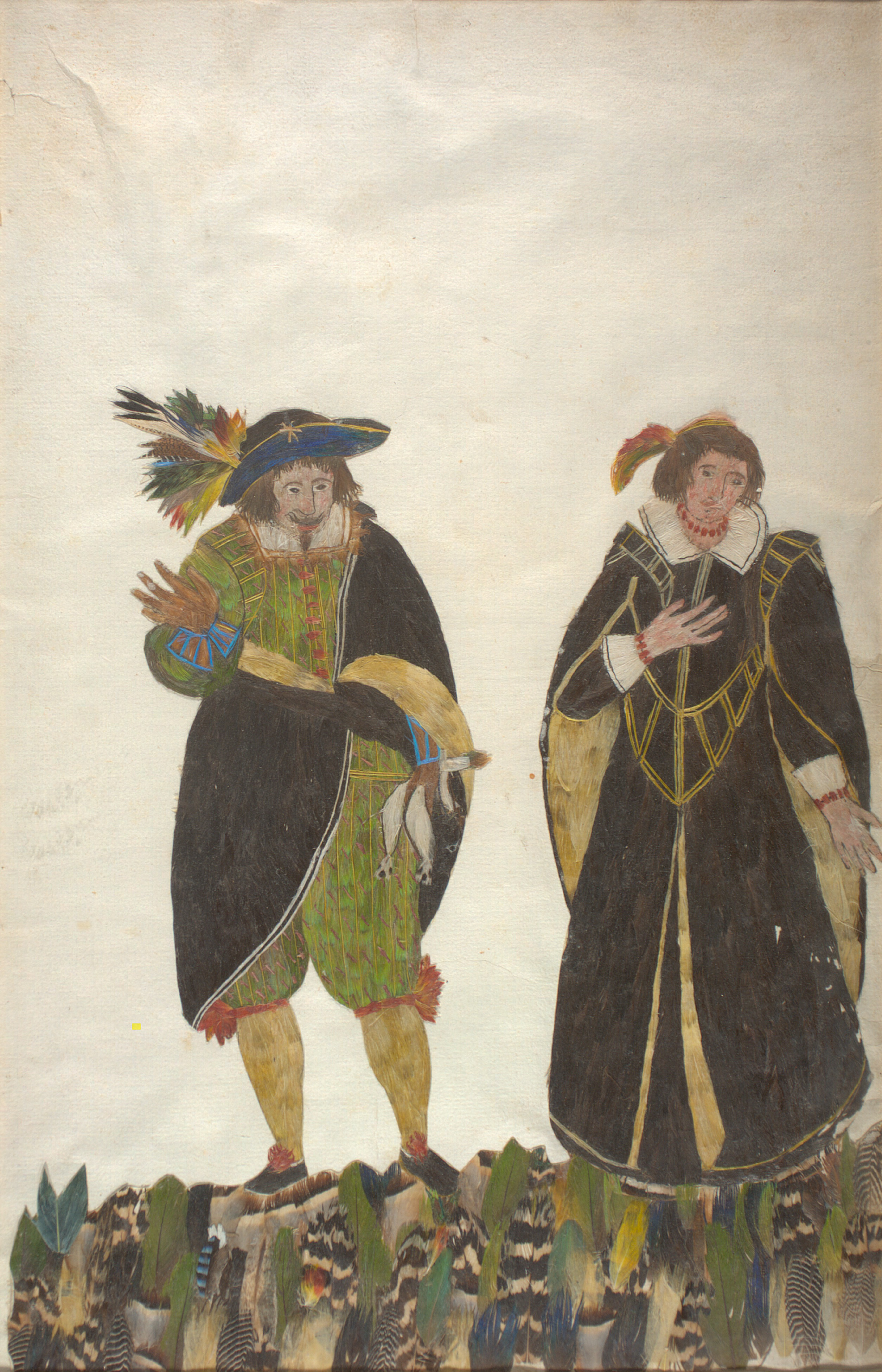
Gli attori Giovan Battista Andreini e Virginia Ramponi, fondatori della Compagnia dei Fedeli, con i loro costumi scenici e maschere di Lélio e Florinda, nel libro di Dionisio Minaggio.

La Compagnia dei Fedeli, conosciuti anche semplicemente col nome I Fedeli, furono una compagnia teatrale italiana di comici dell'arte che operò tra il 1601 e il 1652.

## Storia
La compagnia venne fondata dall'attore capocomico e drammaturgo Giovan Battista Andreini, figlio primogenito dei coniugi Francesco Andreini (all'anagrafe Francesco de' Cerrachi) e Isabella Andreini (nata Isabella Canali), celebri comici di una delle più note compagnie teatrali della seconda metà del XVI secolo, la Compagnia dei Gelosi. Dalla coppia nacquero sei figli, di cui Giovan Battista era il maggiore e fu inizialmente inviato agli studi umanistici a Bologna, per poi scegliere di seguire le orme dei genitori e unirsi alla loro compagnia nel 1594. Tra il 1601 ed il 1603 Giovan Battista sposerà a Milano l'attrice Virginia Ramponi, a cui dedicherà una delle sue prime opere teatrali, la Florinda. Con ciò fonderà assieme alla giovane moglie la Compagnia dei Fedeli, che verrà documentata per la prima volta nel 1601 in una supplica al senato di Genova.
Durante una tournée in Francia nel 1604, Isabella Andreini muore a Lione, e la compagnia dei Gelosi si scioglie: la neonata compagnia dei Fedeli inizierà a ottenere favori e spettacoli nelle varie corti italiane. Sempre nello stesso anno infatti, i Fedeli entrano al servizio di Vincenzo I Gonzaga, duca di Mantova.
Nel 1606 la compagnia si unisce a quella degli Accesi, formata dai coniugi Cecchini, per rappresentare insieme a Milano una nuova edizione della Florinda e dedicandola al conte di Fuentes. Per gravi contrasti tra le due coppie di capocomici, tra il 1607 e il 1608 i Fedeli ed Accesi si dividono, e a fine 1608 i Fedeli sono a Mantova per la rappresentazione dell’Idropica di Battista Guarini. In quello stesso anno, la moglie di Andreini dovette sostituire, nell’Arianna di Ottavio Rinuccini e Claudio Monteverdi, Caterina Martinelli ammalata di vaiolo (morirà poi nel 1608). L'Arianna fu presentata in anteprima il 28 maggio del 1608, ottenendo grande successo.
I comici Fedeli rimasero al servizio di Vincenzo Gonzaga e dei suoi successori per oltre vent'anni, stringendo un rapporto particolarmente stretto con l'erede Ferdinando Gonzaga. Tra il 1609 ed il 1610 i Fedeli e gli Accesi si riumirono per delle rappresentazioni estive a Torino, ma per nuove liti sempre più aspre tra gli Andreini e i Cecchini, avvenne una nuova e definitiva rottura tra le due compagnie. Dal 1611 Giovan Battista Andreini è in qualità di attore e amministratore, poiché il vero direttore di compagnia diviene l’Arlecchino Tristano Martinelli, che inizia a tenere i primi contatti con Maria de’ Medici, allora regina reggente di Francia.
Dal 1613 i Fedeli cominciano a tenere esibizioni pubbliche a Lione e a Parigi, all’Hôtel de Bourgogne, e private in cospetto al re di Francia al Louvre. La compagnia segue la Corte a Fontainebleau e poi a Saint-Germain, venendo pagati 600 lire al mese per tre mesi. Andreini finisce di scrivere L’Adamo, sacra rappresentazione in versi con musiche, dedicandolo a Maria de’ Medici.. Nel 1614 la compagnia si divide: il Martinelli e altri tre attori tornano in Italia; gli altri proseguono, sotto la direzione di Andreini, per la corte del duca di Lorena. Nel 1616 I Fedeli tornano in Italia ed entrano al servizio di Alessandro Pico, principe della Mirandola, cui Andreini dedica sacra rappresentazione La Maddalena.
Nel 1621 i Fedeli vengono richiamati a Parigi dalla regina Anna d'Austria, dove vengono presentate quattro commedie dell'Andreini, Amor nello specchio, la Sultana, la Ferinda e Li duo Leli simili. Tra il 1624 e il 1637 sono continui i spostamenti tra Parigi, la corte dei Savoia e Venezia; nel 1630 muore Virginia Ramponi. Tra il 1637 e il 1640 i rapporti dei Fedeli col duca di Mantova iniziano a indebolirsi e le notizie dell'attività dei suoi attori, compreso l'Andreini stesso, tendono a scomparire. La compagnia si può considerare sciolta con l'addio alle scene del suo fondatore nel 1652 circa: Giovan Battista Andreini morirà due anni più tardi, nel 1654.